# Crisol de hombres
Crisol de hombres è un film argentino del 1954 diretto da Arturo Gemmiti.

## Trama
La vita dei militari di leva in caserma.